# Atherigona minor
Atherigona minor este o specie de muște din genul Atherigona, familia Muscidae, descrisă de Malloch în anul 1923. Conform Catalogue of Life specia Atherigona minor nu are subspecii cunoscute.